# Сютисте, Юхан
Юхан Сю́тисте (настоящее имя и фамилия — Йоханес Шютц, до 1936 — Йоханнес Шютс; эст. Juhan Sütiste; 28 декабря 1899, д. Люманда, Эзельский уезд, Лифляндская губерния, Российская империя — 10 февраля 1945, Таллин, Эстонская ССР) — эстонский поэт, прозаик, драматург. Спортсмен.

## Биография
Родился в бедной семье. После окончания начальной школы работал учеником часовщика. Окончил вечернюю школу. В 1923—1931 изучал философию и право в Тартуском университете. Учёбу не завершил.
Занялся литературным творчеством. В 1929—1930 был редактором литературного журнала Kirjanduslik Orbiit. В 1938—1941 работал драматургом в Эстонском драматическом театре в Таллине.
Несколько раз избирался председателем правления Союза писателей Эстонии.
Спортсмен Эстонии. Чемпион студенческих игр Эстонии 1927 года в метании копья. В 1928 на чемпионате Эстонии установил личный рекорд 59,07 м, в 1925 и 1929 годах выигрывал серебро, в 1926 году — бронзу. Участвовал в футбольных соревнованиях страны.
В 1941 участвовал в обороне Таллина. Был арестован оккупантами и в 1941—1942 находился в таллинской тюрьме Keskvangla. Из фашистской тюрьмы вышел с подорванным здоровьем.

## Творчество
Печатался с 1921 года. В сборниках стихов «Смятение» (1928), «От Пейпси до моря» (1930), «Долой успокоенность!» (1932), «Два лагеря» (1933) создал реалистичные картины жизни и борьбы эстонских трудящихся, критиковал буржуазный строй. Высокого мастерства достиг в неоконченном цикле поэм «Море и лес» (1937—1938), «В огне и пепле» (1938), «Запад и восток» (1939), «Хлеба и воды» (1940) и «Тарту и Таллинн» (1941), в которых он размышляет о жизни Эстонии. Поэма «Земля поворачивается на восток» (1940) посвящена восстановлению Советской власти в Эстонии в 1940. Сборник «Душные дни» (1945) — книга раздумий о пережитом.
Автор исторической пьесы «Псы-крестоносцы» (опубликован в 1946) и антифашистских пьес «Лавина движется» и «Лавина рушится» (обе опубликованы в 1956), стихов для детей «Рыбаки».

## Память
- Именем Юхана Сютисте были названы улица в Мустамяэ (Таллин) и большой морозильный рыболовный траулер Эстонской рыбопромышленной экспедиционной базы.